# Bandidus barradalensis
Bandidus barradalensis is een insect uit de familie van de mierenleeuwen (Myrmeleontidae), die tot de orde netvleugeligen (Neuroptera) behoort. 
Bandidus barradalensis is voor het eerst wetenschappelijk beschreven door New in 1985.